# ۶۶۱ (خورشیدی)
۶۶۱ ششصد و شصت و یکمین سال هجری خورشیدی است.